# 海国图志
《海国图志》是中國清朝人魏源所編撰的一本書籍，以“师夷之长技以制夷”為口号。该口号成为后来洋务运动的主要理论。

## 成书背景
林则徐做钦差大臣时，命人编译英国人休·慕瑞所著《地理百科全書》，集成《四洲志》，但未及出版。
1841年6月，林则徐因鸦片战争中英交涉事宜被罢官革职，将被流放伊犁。他在走访路上将书稿全部交给魏源。希望他编撰《海国图志》。魏源以这些书稿为基础，搜集更多世界地理资料，一年后成书，初版五十卷于1843年1月刻印于揚州。
1847年至1848年，魏源又将《海国图志》增补为60卷本；到1852年又扩充为百卷本。此書开始时在中國未受到廣泛關注，“书成魏子殁，廿余载，事局如故”，但其主张在之后的洋务运动中逐步显现，开启了中国人向西方学习的新潮流。与此同时该书流傳至日本後啟發明治維新及成為天皇和大臣必讀書籍。
《海国图志》曾多次修改，因此出現所謂的50卷本、60卷本、100卷本，地理學家邹汉勋和江宁名士汪士铎皆曾协助校勘。1852年增为100卷后內容並無太大更動，“百卷本全书约88万字，并有各种地图75幅，西洋船、炮、器艺等图式42页”。魏源在书中叙述了美国历史和政治制度和民主。其間魏源還與陈澧進行多次切磋，陈澧為此還寫了《书〈海国图志〉后呈张南山先生》，信中陳氏表示“以为最可议者莫如《议攻》篇‘以夷攻夷’之说”。

## 传入日本
1851年，载有《海国图志》三册的中国商船亥二号停靠长崎，检查员向井兼哲照例检查物品，他发现书中有违反禁令的基督教文字，於是当成违禁品没收。该书三册分别被「御文库御用」、「学问所御用」及幕府老中牧野忠雄拿走。隔年，中国商船子二号又装载一部，仍属於违禁品由长崎会所负责保管。这三部书因写有海外情报而被长崎官员视为禁书，直到江户幕府的大官阅读过後，认为有益於日本了解时局，下令全数上报。
此後几年该书不断被偷运入日本，有的被幕府官员和学者买去，因此进入日本市场。基於书中的世界知识和应对西方的策略，海国图志很快在日本获得官员和学者的高度重视，广大民众也迫切想阅读此书。日本文化界也先开启了刊印、翻译、补注与评论该书的风潮。等到三年过後，又一艘中国商船到达长崎港，被发现有20多部的海国图志。这一次幕府决定开价购买并推出官方译本。自1854年开始後3年，日本出版的海国图志读本就有23种。相较于日本民间的追随热潮，当时中国的知识份子并不关心此书，直到数年后的洋务运动时期成为中国近代化开端的思想指南。
海国图志在日本售价逐年走高，在1851年至1852年是130日圓。1854年售价已达180日圓，1859年价格更涨至436日圓。据《江户时代日中秘话》所载，海国图志到了江户身价百倍，成为急需的御用之书。

## 影响
该书对日本国产生了深远影响，1862年（文久二年）日本幕府派遣代表团到清朝考察，其成员之一高杉晋作在上海买书，询问书店是否有《海国图志》、陈化成、林则徐等开明知识分子的书，书店老板回答都没有；高杉晋作在日记裡写下：“清人的思想和中华的正道相差太远，清朝知识分子陶醉空言，不尚实学。”的记录。但是《海国图志》中提出的“师夷之长技以制夷”的观点成为随后清朝洋务运动的主要理论，影响深远。魏源与洋务运动承上启下的关系，使得中国开始向近代化迈进。

## 弗龟手之策
梁启超在《论中国学术思想变迁之大势》中指出，魏源《海国图志》对日本明治维新起了巨大影响，认为它是“不龟手之药”，助推日本社会革新。到了1851年，《海国图志》（壹百卷续版）又在日本出现，更为日本维新变革人士擦亮了眼睛。梁也认为它能扭转清末危局的“弗龟手之策”，擦亮广大民众眼睛认识自身的落后与社会危机，从而自省自强。

## 评价
江戶幕府時期精通漢學和蘭學的學者塩谷宕陰也將《海國圖志》視為「武經大典」，並將書中的海防建言納為日本對外國策的參考。對於清政府直到数年后的洋务運動才採用「師夷之長技以制夷」的主張，他感嘆：「嗚呼！忠智之士，憂國著書，不為其君之用，而反被琛於他邦，吾不獨為默深悲焉，而并為清主悲之」:p.29。
日本思想家佐久間象山是海国图志的追捧者，他认为自己是魏源的隔海知音，还做了20万字的读书笔记。
現代日本作家井上靖對此書持正面肯定：「幕府末期日本学者文化人等的思想起了革命，倾向开国主义，其契机是读了中国的《海国图志》」。

### 批评
19世纪长期旅居中国的普鲁士人郭实腊在看过此书後，虽然他称赞该书在中国编撰史上的创新地位，称其「在中国文学史上没有任何同类著作与此相当」，但也毫不客气地批评林则徐对世界地理的误解。诸如：
1. 其中有6卷讲到印度的部份编排不当，充满错误，大部分来自外国人的记载。
2. 关於亚洲土耳其的记载却非常贫乏，郭实腊嘲讽道：「我们第一次听说他们属于西印度。我们也不想被告知，印度是他们的重要组成部分。」
3. 谈到阿富汗、喀什米尔和叶尔羌的地理则是疏于调查，以至於充满了想像的内容。
4. 在欧洲、非洲的部份，林则徐将非洲称为利比亚，表示其知识不比一位西方学生多。还将德意志与其所属国完全搞混，将该国的公爵、王子和众多统治者当成与蒙古一样的部落。书中未提到奥地利、匈牙利和波兰。
5. 第31、32卷的丹麦、瑞士和普鲁士，最後一个国家和它的公国与分散的各省混淆一块。
6. 对英格兰、苏格兰、爱尔兰的资源、贸易及殖民地等有公正的介绍，郭实腊却认为书中评论「像中世纪的政治家一样对他们讲论」。
7. 对俄罗斯帝国的介绍表明作者不了解其所在欧洲的庞大规模与影响。

英国汉学家威妥玛在1850年翻译成其他语言，并在翻译介绍中评论该书。他对海国图志的学术价值抱持否定看法。
|  | 整本书的撰写说明中国人完全不适合完成这一编辑工作。他没有自己的评论或信息，而是满足于从《明史》、《武备志》、俞正燮《癸巳类藁》中各章节的历史编纂、陈伦烔《海国闻见录》对某些国家的某些方面的说明、南怀仁《坤舆图说》中的世界地理、由当朝或皇帝授权编写的《皇清通考四裔门》《澳门纪略》《万国地理全图集》和《蓴乡赘笔》。对明史的引用占据了文章的近一半，但我们从中几乎得不到关于日本的知识。这几乎都是摘录上述历史书中关于‘倭夷’在1547-1586年间对中国和朝鲜侵略时期的海盗谱系。 |

|  | 令人担心的是其中包含的有用知识，不足以应付英国人带来的麻烦，因为全书中很少内容是没有被欧洲学者更新和更完整叙述的。 |

章鳴九認為：「华夏文化的优越感、天朝上国的自负意识，仍然是魏源文化思想的基础，他并没有视西方为真正平等独立的国家」。

## 軼事
據旅美學人唐德剛回憶，他曾翻譯過《海國圖誌》，當時他看到傳曰：“孰荒於門，孰治於田，四海既均，越裳是臣。”不知係出何典？他拿去問胡適先生。胡適說是《易林》，結果仍找不著。後來遂成公案。此文可見於韩愈《琴操十首·越裳操》，越裳是古南海国名，白話文意思是“有谁会任自己的门庭荒芜，而去治理田园呢？只有把自己的国家治理好，外国才会臣服。”